# Сражение при Лидухове
Сражение при Лидухове (писалось также при Лудухове, сейчас Ледыхов) — состоялось 13 (24) мая 1709 год в годы Северной войны между русским корпусом Г. фон дер Гольца и великолитовской армией Я. К. Сапеги.

## Предыстория
В своём Русском походе (1708–1709) шведский король Карл XII мог рассчитывать на помощь войск Станислава Лещинского и шведского корпуса фон Крассова.
Для противодействия им в декабре 1708 года Пётр I выделил «Заднепровский корпус» под командованием генерал-фельдмаршал-лейтенанта Г. фон дер Гольца. Переждав суровую зиму в районе Киева, в апреле 1709 года русский корпус получил приказ выдвинуться в Польшу.
8 мая 1709 года на военном совете Г. фон дер Гольц, великий гетман коронный А. Н. Сенявский и польный гетман литовский Г. А. Огинский решили двинуться к Львову тремя колоннами: слева войска Сенявского через Збараж прямо на Львов, в центре войска Огинского по направлению через Вышградек и Алешку, правее Заднепровский корпус фон дер Гольца через Вишневец и Подкамень по направлению к Бродам.
Им противостоял корпус великого гетмана литовского Я. К. Сапеги, насчитывающий до 5000 человек и состоявший из хоругвей польских гусар, рейтар и драгун.

## Сражение
В походе русский Заднепровский корпус растянулся на несколько километров. Г. фон дер Гольц уже обустраивал обоз в Подкамне, когда получил известия, что на двигавшиеся сзади солдатские полки напал противник.
Согласно описанию боя с русской стороны, отправив вперед валахов полковника Танского, Г. фон дер Гольц с двумя драгунскими полками двинулся навстречу неприятелю, приказав оставшимся двум драгунским полкам идти следом.
Первую атаку русских драгун возглавил бригадир Ешхов (сменил умершего командира драгун генерал-майора Ифланта). Вторую атаку предпринял сам Г. фон дер Гольц на правый фланг неприятеля. И только с третьей попытки, очевидно, с использованием всех имеющихся у русского командующего под рукой сил, противник обратился в бегство.
Русские драгуны и валахи отправились в погоню, побив до восьмисот человек, а затем и гетман Г. А. Огинский, узнав о сражении, снарядил вдогонку тысячу всадников.
В победной реляции об этом сражении русский командующий указал, что с русской стороны участвовало не более 1,5 тыс. драгун, остальные просто не могли бы встать на узком участке поля, а солдаты и вовсе не успели подойти.

## Последствия
Поражение при Лидухове заставило остатки корпуса Я. К. Сапеги отступить назад в Польшу, а С. Лещинского и шведов фон Крассова уйти за Вислу.
В Полтавской битве шведский король Карл XII остался без поддержки своих польско-великолитовских союзников, на которых он мог бы рассчитывать.